# Tris di donne e abiti nuziali
Tris di donne e abiti nuziali è un film del 2009 diretto da Vincenzo Terracciano.

## Trama
Franco Campanella è un impiegato di circa 50 anni sposato con Josephine, una donna che ha conosciuto durante un viaggio in Germania e da cui ha avuto due figli, Luisa e Giovanni. Franco ha il vizio del gioco; gioca a poker, ai cavalli, alla roulette, al lotto e a tris. Un vizio che negli anni ha creato non pochi problemi alla sua famiglia e a lui che ha chiesto prestiti a chiunque facendo un mare di figuracce, soprattutto agli occhi di suo figlio che non approva il comportamento del padre. Josephine, quindi, dopo le brutte figure che il marito le ha fatto fare confida nella buona riuscita del matrimonio di sua figlia Luisa. Franco vorrebbe contribuire comprando l'abito da sposa a sua figlia ma non ha il denaro sufficiente; ricorre quindi al gioco per cercare di guadagnarli, nonostante abbia promesso alla sua famiglia di non giocare più, creando così altri guai.

## Distribuzione
Il film è stato distribuito nelle sale cinematografiche italiane il 18 settembre 2009.